# Dolichomitus californicus
Dolichomitus californicus là một loài tò vò trong họ Ichneumonidae.